# ارنست فیویان
ارنست فیویان (آلمانی: Ernst Fivian؛ زادهٔ ۱۲ اوت ۱۹۳۱) ژیمناست هنری اهل سوئیس بود.
وی در مسابقات کشوری و بین‌المللی در مجموع برندهٔ ۱ مدال نقره شده‌است.